# Коложићи
Коложићи (раније Колошићи) су насељено мјесто у граду Високо, Федерација Босне и Херцеговине, БиХ.

## Историја
Насеље су заједно са околним српским селима 20. јула 1992. напали припадници АРБиХ и том приликом стријељали шест чланова породице Вуковић.

## Становништво
|             | 2013.        | 1991.         | 1981.         | 1971.         |
| Укупно      | 240 (100,0%) | 478 (100,0%)  | 428 (100,0%)  | 409 (100,0%)  |
| Бошњаци     | 240 (100,0%) | 309 (64,64%)1 | 250 (58,41%)1 | 206 (50,37%)1 |
| Срби        | –            | 169 (35,36%)  | 159 (37,15%)  | 182 (44,50%)  |
| Југословени | –            | –             | 19 (4,439%)   | –             |
| Хрвати      | –            | –             | –             | 21 (5,134%)   |

1. 1 На пописима од 1971. до 1991. Бошњаци су пописивани углавном као Муслимани.

### Презимена
- Вуковић, Срби[1]